# Перевальне (Казахстан)
Перева́льне (каз. Перевальное) — село у складі Глибоківського району Східноказахстанської області Казахстану. Входить до складу Красноярського сільського округу.
Населення — 1040 осіб (2021; 1285 у 2009, 1098 у 1999, 1459 у 1989).
Національний склад станом на 1989 рік:
- росіяни — 100 %